# Corso Marche
Corso Marche è un'arteria stradale torinese, lunga circa 850 m, a due corsie per senso di marcia. Situata nel quartiere occidentale di Parella, si collega, sia tramite sottopasso che con intersezione a raso, con corso Sacco e Vanzetti. Quest'ultimo, insieme a corso Marche, permette una rapida connessione tra i due assi fondamentali della città di Torino: corso Francia e corso Regina Margherita.
Il percorso, da nord verso sud, attraversa per buona parte terreni agricoli o poco urbanizzati per terminare nel cuore della periferia ovest, costeggiando gli stabilimenti torinesi di Alenia Aeronautica e Thales Alenia Space. 
A nord di strada antica di Collegno assume il nome di Corso Sacco e Vanzetti.

## Il corso nel Piano Regolatore
Il piano regolatore del 1959 di Torino, firmato da Augusto Cagnardi, lo ha messo al centro della viabilità della zona Ovest, prevedendone il suo utilizzo a livello di "Tangenziale interna della città", con un percorso che raccorderebbe le strade provinciali che escono dalla zona nord, la strada comunale di Pianezza, all'altezza della frazione Savonera del Comune di Collegno, allo snodo di Strada vicinale del Drosso e strada comunale del Portone nella zona sud, già crocevia della borgata Mirafiori e la Palazzina reale di caccia di Stupinigi attorno a cui partono delle strade provinciali verso il Pinerolese.
Fino ad oggi, tuttavia, nessun intervento urbanistico è stato operato in tal senso (escludendo il tratto esistente), sebbene le aree interessate dal progetto, soprattutto quelle del quartiere Pozzo Strada, a sud di Corso Francia, abbiano rispettato il piano regolatore e non siano state interessate da costruzioni (se non leggere).

## Sviluppi futuri

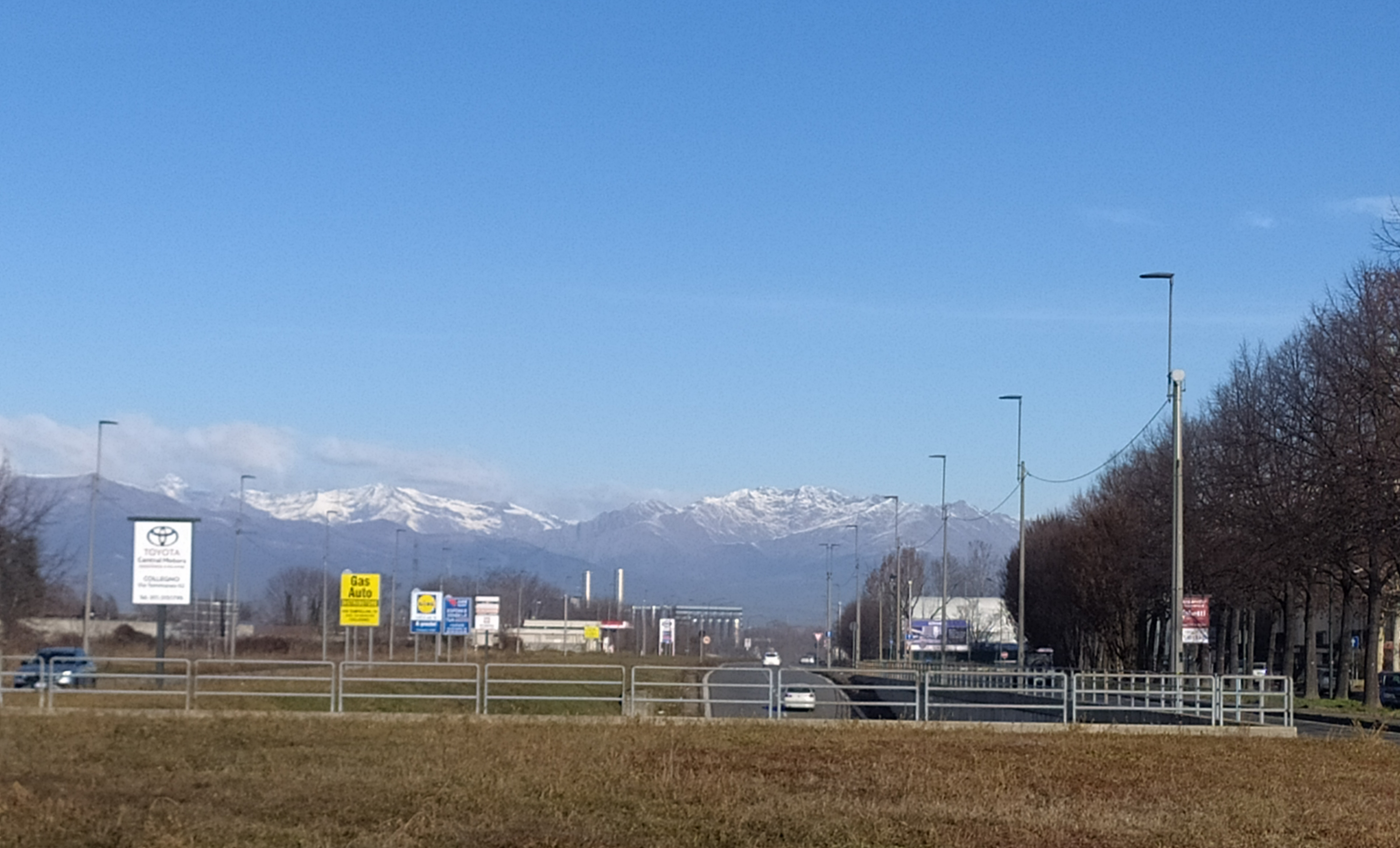
Veduta Corso Marche verso nord

Il piano di realizzazione del suddetto corso nella sua completezza è tornato di attualità in questi ultimi anni grazie al progetto d'interconnessione della ferrovia per treni ad alta velocità con Torino.
L'idea degli enti territoriali piemontesi è quella raccordare il tracciato della TAV con l'Interporto di Torino, utilizzando il tracciato esistente fino al Bivio Pronda in prossimità della Borgata Lesna.
Da questo punto in poi si creerebbe una "Gronda Merci", al fine di scaricare il tratto interrato della ferrovia, che non è sufficientemente grande per treni ad alta capacità, seguendo il tracciato già ipotizzato del futuro Corso Marche per raccordarsi, tramite un ulteriore tracciato parallelo alla Tangenziale Nord, alla tratta TAV.
La progettazione è stata formalmente commissionata dalla Provincia di Torino nel 2005 all'architetto Augusto Cagnardi, che di concerto con l'architetto Vittorio Gregotti ha presentato un progetto di massima il 20 giugno 2007.
Tale progetto racchiude le idee di raccordo ferroviario, tangenziale interna, boulevard superficiale, rispettivamente uno al di sopra dell'altro (almeno tra il Bivio Pronda e la Tangenziale Nord, dov'è previsto il tratto ferroviario).
Il progetto presentato va al di là dell'originaria idea del 1959, in quanto l'asse di Corso Marche diventa trans-comunale, coinvolgendo i Comuni di Venaria Reale, Collegno, Grugliasco, Beinasco e Nichelino. Si ipotizza infatti il prolungamento di detto corso alla Reggia di Venaria Reale a nord e alla Palazzina di caccia di Stupinigi (frazione di Nichelino) a sud, ridisegnando profondamente la periferia Ovest della città sabauda.
Corso Marche, nella presentazione del progetto nell'aprile del 2009, appare come un "Corridoio Plurimodale", sul quale insistono, a diversi livelli, dal basso verso l'alto, due gallerie ferroviarie, due gallerie autostradali (tangenziale interna) e infine un viale alberato in superficie. Il corso intercetta diverse aree, tra cui una in particolare che viene denominata "Capitol", al confine con i comuni di Torino, Collegno e Grugliasco, che rappresenta uno dei poli di sviluppo "in altezza".
Il nuovo corridoio pluri-modale dovrebbe quindi essere uno dei punti focali della futura espansione torinese, sia da un punto di vista di visibilità e intercettazione di nuove attività, che di riequilibrio del centro cittadino.
Nel marzo 2018 il Comune di Torino ha operato una profonda revisione di questo progetto, riconoscendo le mutate condizioni ambientali e prestando una maggiore attenzione alla salvaguardia del verde pubblico, con una netta riduzione dei volumi residenziali e commerciali.